# Altable
Altable ist eine Gemeinde (municipio) mit 47 Einwohnern (Stand: 2024) in der nordspanischen Provinz Burgos in der Autonomen Gemeinschaft Kastilien und León. Offiziell gibt es in der Gemeinde 40 Häuser und Wohnungen.
Während in Altable Mitte des 20. Jahrhunderts noch knapp 200 Personen lebten, ist die Einwohnerzahl seit dem kontinuierlich gesunken und beträgt heute nur noch gut ein Viertel davon.